# Axel Kielland
Axel Zetlitz Kielland, född 14 februari 1907 i Stavanger, död 25 november 1963 i Oslo, var en norsk journalist, författare och skådespelare. Han var son till författaren Jens Zetlitz Kielland och 1932–1946 gift med författaren och skådespelaren Sonja Mjøen.

## Filmmanus i urval
- 1940 – Mannen som alla ville mörda
- 1944 – Lev farligt
- 1955 – Polisen efterlyser

## Roller
- 1941 – Hansen og Hansen
- 1959 – Herren och hans tjänare